# 이마가와 야스히로
이마가와 야스히로(일본어: 今川泰宏, 1961년 7월 24일 ~ )는 일본의 애니메이션 감독, 연출가, 각본가, 방송작가이다. 일본 오사카부 출신이다.

## 주요 작품

### 애니메이션
제작년도 앞에 다른 표시가 없는 작품은 모두 TV시리즈이다.
- 《성전사 단바인》(1983) - 연출, 스토리보드
- 《중전기 엘가임》(1984) - 연출, 스토리보드
- 《기동전사 Z 건담》(1985) - 연출, 스토리보드, 오프닝 콘티
- 《프로골퍼 사루》(1985~1987) - 스토리보드, 연출
- 《미스터 아짓코》(1987~1989) - 감독 (감독 데뷔작. 발매된 LD에는 재킷 일러스트나 에세이도 기고.)
- 《자이언트 로보 THE ANIMATION 지구가 정지하는 날》(OVA, 1992~1998) - 총감독, 각본 (코믹스판 원작도 담당.)
- 《기동무투전 G 건담》(1994) - 총감독 (TV판 건담 시리즈의 총감독으로는 도미노 요시유키에 이은 2대째임.)
- 《Petshop of Horrors》(1999) - 시리즈 구성, 각본
- 《7인의 나나》(2002) - 원작, 시리즈 구성, 감독 (코믹스판 원작도 담당.)
- 《철인 28호》(2004) - 감독, 시리즈 구성, 각본
- 《창천의 권》(2006) - 시리즈 구성, 각본
- 《바텐더》(2006) - 시리즈 구성, 각본
- 《철인 28호 백주의 잔월》(극장용, 2007) - 감독, 각본, 스토리보드
- 《진 마징가 ~ 충격! Z편》(2009) - 감독, 각본

### 만화 각본
- 《자이언트 로보 THE ANIMATION 지구가 정지하는 날》 전 2권 (작화/ 미즈타 마리)
- 《기동무투전 G건담 외전 - 결별》 (《기동무투전 G건담 테크니컬 매뉴얼 VOL.2》 수록. 작화/ 우에다 신슈)
- 《7인의 나나》 전 3권 (작화/ 쿠니히로 아즈사)
- 《자이언트 로보 지구가 불타버린 날》 전 9권 (작화/ 토다 야스나리)
- 《자이언트 로보 바벨의 농성》 전 6권 (작화/ 토다 야스나리)
- 《초급! 기동무투전 G 건담》 연재중 (작화/ 시마모토 카즈히코)

## 참고 문헌
- 이마가와 야스히로 인터뷰, 《로망앨범 엑스트라 기동무투전 G건담 테크니컬 매뉴얼 - 오의대전》, 도쿠마 쇼텐, 1994년, 30~34쪽.
- 이마가와 야스히로 회상록, 《로망앨범 엑스트라 기동무투전 G건담 테크니컬 매뉴얼 VOL.2 - 최종오의》, 도쿠마 쇼텐, 1995년, 151~162쪽.
- 이마가와 야스히로 인터뷰, 《모델 그래픽스 스페셜 에디션 GUNDAM WARS IV : FIGHTING G》, 다이닛폰카이가, 1995년, 190~193쪽.
- 이마가와 야스히로 인터뷰, 《완전수록 자이언트 로보 THE ANIMATION 지구가 정지하는 날》, 미디어웍스, 1998년, 118~121쪽.
- 〈타올라라! 이마가와 야스히로 월드〉, 《오토나 아니메》 VOL.3, 요센샤, 2007년, 50~68쪽.